# Милоје Милетић
Милоје Милетић (Блаце, 20. јул 1953) је генерал у пензији и бивши начелник Генералштаба Војске Србије. 

## Образовање
- Гимназија, природно-математички смер
- Војна академија - копнена војска, смер: артиљерија, 1976. године
- Командно-штабна школа, 1995. године
- Генералштабна школа, 2000. године

Од страних језика говори енглески.

## Досадашње дужности
- командне дужности од командира вода до команданта моторизоване и артиљеријске бригаде
- заменик начелника Управе артиљерије, Сектор за копнену војску, Генералштаб Војске СЦГ
- начелник Управе артиљерије, Сектор за копнену војску, Генералштаб Војске СЦГ
- начелник Управе за обуку (Г-7), Генералштаб Војске СЦГ
- начелник Управе за развој (Г-5), Генералштаб Војске Србије
- заменик начелника генералштаба Војске Србије

## Унапређења у чинове
| Година |  | Чин                 |
| ------ |  | ------------------- |
| 1976   |  | потпоручник         |
| 1977   |  | поручник            |
| 1980   |  | капетан             |
| 1984   |  | капетан I класе     |
| 1988   |  | мајор               |
| 1992   |  | потпуковник         |
| 1998   |  | пуковник            |
| 2005   |  | генерал-мајор       |
| 2006   |  | генерал-потпуковник |
| 2007   |  | генерал-потпуковник |
| 2011   |  | генерал             |